# Аймурзаев, Джолмурза Мурзаевич
Жолмурза (Джолмурза) Мурзаулы Аймурзаев (9 мая 1910, Чимбайский округ (теперь Чимбайский район) Каракалпакстана — 9 мая 1996) — каракалпакский советский поэт, прозаик и драматург, заслуженный деятель искусств Узбекской ССР (с 1946). Народный писатель Узбекской ССР (1981). Один из зачинателей современной каракалпакской литературы.

## Биография и творчество
Его первым воспитателем был интернат, где он находился в период с 1922 года до 1926 года.
С 1926 по 1927 гг. учился в школе «Коммуна» в городе Чимбай, после чего поступил в педагогический техникум. После его окончания работал учителем в Тахтакупырском районе (1932-33 гг.)
Затем он учится в ГИТИС им. Луначарского в г. Москве и заканчивает его (1934-39 гг.). Был секретарем Союза Писателей Каракалпакии до 1942 года.
Жолмурза Аймурзаев — участник Великой Отечественной войны. После возвращения с фронта в 1944 году, возглавил Союз Писателей Каракалпакии, стал Председателем Правления, С 1962 по 1963 гг. работал начальником управления искусств Каракалпакии, а с 1963 по 1972 год возглавлял Каракалпакский филиал Узбекской студии документальных и научно-популярных фильмов.
Член КПСС с 1946 года. Член Союза Писателей с 1934 года.
В 1956 окончил Высшие литературные курсы при Литературном институте им. М. Горького.
Печатается с 1927. Первый поэтический сборник «Стихи» на каракалпакском языке вышел в 1935 году. В этот сборник вошла поэма «Схватка», отразившая классовую борьбу в ауле и явившаяся заметным достижением каракалпакской поэзии.
Первые стихи Ж. Аймурзаева были напечатаны в 1927 году. Они сразу привлекли внимание читателей и писателей утверждающим пафосом новой жизни, глубокой заинтересованностью автора. Эти качества развились в поэзии автора 30-х годов и Великой Отечественной войны, когда поэт сражался с врагами не только пером, но и винтовкой. Его военная поэзия приобрела полнозвучный гражданский голос. Особенно поэма «Борьба» имеет особое значение в развитии каракалпакской поэзии.
Уже в начале 30-х годов Ж. Аймурзаев сформировался и как драматург. Его одноактные пьесы отличались злободневностью. Среди них наиболее значительные пьесы «Бюрократы» (1933 г.), и «Своей палкой по себе» (1940 г.).
В годы войны им написаны драматические произведения «Дочь Арала» в соавторстве с Аметом Шамуратовым в 1940-41 гг., «Лейтенант Елмуратов» 1944 г.
В послевоенные годы писатель посвятил себя созданию драматических произведений: «Айгул-Абат» (1944-62), «Бердах» (1958-77), «Милый доктор» (1960), «Раушан» в соавторстве с Т. Алланазаровым (1958), «Паутина Шеберхана» (1964), «Родник жизни» (1967). Особое место занимает пьеса «Айгул-Абат».
В послевоенные годы писатель работал над новыми произведениями, Его рассказ «Невеста» по праву считается одним из лучших произведений в каракалпакской литературе. Ж. Аймурзаеву принадлежит первенство в создании большой прозы. Он автор романа «На берегу Амударьи», который широко известен читателю.
Им изданы книги стихов и поэм, повести, романы, сборники пьес: «Бюрократы» (1934), «Стихи» (1935), «Борьба» (1936), «Стихи» (1938), «Песни Великой Родины» (1939), «Героическая борьба» (1942), «Мои богатыри» (1943), «Таскын» (1946), «Слово поэта» (1949), «Молодому поколению» (1951), «Славные друзья» (1954), «По светлой дороге» и «На берегу Амударьи» (1958), «Сердце сироты» (1967), «Кызкеткен» (1972), «Люблю вас, люди» (1978). Выпущен двухтомник сочинений писателя (1961-62). В 1980 году также выпущен двухтомник поэзии Ж. Аймурзаева. В 1982 году вышла автобиографическая повесть «Сердце сироты» на каракалпакском языке.
И в последние годы своей жизни он активно трудился и издавался. Увидели свет сборники стихов и поэм: « Я люблю жизнь» (1986), Семьдесят девятая весна (1989). В 1990 году издан роман «Дороги».
Ж. Аймурзаев перевел на каракалпакский язык многие произведения народов СНГ.
Роман «На берегу Амударьи» издан на русском языке под названием «Проделки Камекбая» (Ташкент 1962). На русском языке опубликована повесть «Колыбель счастья» (Ташкент 1969).
На русском языке изданы сборники стихов, поэм и пьес Ж. Аймурзаева: «Заря над Аму» (1956), на узбекском языке «Стихи» (1945), "Сборник произведений (1950), «утро Амударьи» (1956), «Айгул-Абат» (1976) . За эту пьесу он был удостоен республиканской премии имени Бердаха.
Заслуги Ж. Аймурзаева высоко оценены Правительством. Он награждён орденами: «Трудового Знамени», «Дружбы народов» (1980), «Знак Почета» (трижды). Медалями, Почетными Грамотами Президиумов Верховных Советов Узбекистана и Каракалпакстана. Дважды избирался депутатом Верховного Совета Каракалпакстана. Ему присвоены почетные звания: «Заслуженный деятель искусств Узбекистана» (1957), «Народный писатель Каракалпакии» (1974) и «Народный писатель Узбекистана» (1981).

## Избранная библиография
Автор 14 сборников стихотворений на каракалпакском, узбекском и русском языках, повестей, рассказов, романов, пьес.
сборники стихов
- «К героической борьбе» (1942),
- «Поток» (1946),
- «Мои герои» (1949) об укреплении Советской власти в Каракалпакии

поэмы
- «Схватка», о классовой борьбе в ауле,
- «Мы победили в борьбе» (1938)
- «Светлая дорога» («Айдын жол») посвящена строительству железной дороги Чарджоу — Кунград.
- «В огне»,
- «Аральское море» (о Т. Г. Шевченко)
- «Семьдесят девятая весна» (Стихи и поэмы)

пьесы
- «Лейтенант Елмуратов»,
- «Айгул-Абат» (1959)
- «Бердах» (1958) о каракалпакском поэте,
- «Айгуль-Абат» на тему революции,
- «На берегах Аму-Дарьи»,
- «Раушан», поставленных на сцене Каракалпакского музыкально-драматического театра им. Станиславского,

романы
- «На берегах Аму-Дарьи» (русский перевод «Проделки Камекбая», 1958) посвящён послевоенной каракалпакской деревне.
- «Я люблю вас, люди» (роман, 1978),
- «Дали»

«Сердце сироты» (1967), автобиографическая повесть
Переводил на родной язык произведения Пушкина, Лермонтова, Некрасова, Т. Шевченко, И. Франко, а также стихи поэтов республик СССР.
Издательство «Каракалпакия» выпустила первые два тома собрания сочинений Ж. Аймурзаева, в которые вошли его стихи и драматические произведения.

## Награды
- орден Трудового Красного Знамени
- 2 ордена «Знак Почёта» (в том числе 18.03.1959)[2]
- Народный писатель Узбекской ССР
- заслуженный деятель искусств Узбекской ССР.

## Семья
Аймурзаев Жолмурза был женат на Алламуратовой Яхыт. В браке у них родились дети: Мир, Абат, Куат, Бахыт, Нурзада, Айзада и Айсулу.